# Samsung Galaxy Alpha
Samsung Galaxy Alpha（サムスン ギャラクシー アルファ）とは、韓国のサムスン電子によって開発された第3世代移動通信システムと第4世代移動通信システム対応の端末である。2014年8月13日に発表され、2014年9月に発売された。

## 概要
Galaxy Alphaは、Galaxy S5のミッドレンジモデルである。これまでのサムスン電子のGalaxyシリーズは、外装に使われているプラスチックが他社製品より劣っていたため批判されていた。そのためGalaxy Alphaでは、外装に新たにアルミフレームを採用したことで、見た目や質感の品質に力が入れられた。全体的なデザインはGalaxy S5をベースとし、プラスチックの背面カバーにディンプル加工が施されている。厚さが6.7ミリメートルで、Galaxy Alphaがサムスン史上最も薄いスマートフォンである。グローバルモデルには6コアのExynos 5430チップセットが搭載されている。米国版モデルは、Snapdragon 805（2.5GHz 4コア）である。またLTEに対応したXMM7260モデムを搭載し、メモリは両方とも2GBである。

ディスプレイは4.7インチと720pのAMOLED。1200万画素の背面カメラと、210万画素の前面カメラ、指紋センサー、心拍数センサー1860mAhのバッテリーを内蔵する。内部ストレージは32GBあり、SDカードには非対応である。オペレーティングシステムは、Android 4.4.4 KitKatを搭載。